# Сейл, Роберт Генри
Сэр Роберт Генри Сейл (англ. Robert Henry Sale, род. 19 сентября 1782 г. — ум. 21 декабря 1845 г. близ Мудки, Индия) — британский генерал, участник войн в Индии и Бирме, отличившийся при обороне Джелалабада во время Первой англо-афганской войны. Сейл погиб в бою при Мудки во время Первой англо-сикхской войны.

## Биография
Роберт Сейл был вторым сыном Сейла Старшего (полковника на службе Ост-Индской кампании) и его жены, дочери эсквайра Гарри Брайна из Хантингдоншира. Вместо со своим братом Джорджем Джоном (впоследствии служившим в драгунских полках) он обучался в Лондоне, в школе Грейт-Илинг, а 19 января 1795 года получил звание энсина и был зачислен в 36-й пехотный полк. 12 апреля 1797 года он получил звание лейтенанта, а 8 января 1798 года был в том же звании переведён в 12-й пехотный полк, который в те годы стоял в форте Джордж в Мадрасе. Оттуда полк был направлен в Танджавур, куда прибыл 1 марта, а 22 июля присоединился к армии генерала Харриса, которая готовилась к войне с Майсором. Полк стал частью 1-й пехотной бригады генерала Бейрда.
Сейл участвовал в сражении при Мелавелли 27 марта 1799 года, а в апреле-мае участвовал в осаде и штурме Серингапатама. за отличие при Серингапатаме он получил серебряную медаль.
В октябре 1801 года полк Сейла был переправлен в Тируччираппалли, где простоял четыре года, а затем его вернули в Серингапатам. 23 марта 1806 года Сейл получил звание капитана, а в декабре 1808 года полк был переброшен в порт Квилон (Коллам) для боевых действий против раджи княжества Траванкор. 15 января 1809 года этот полк участвовал в сражении при Квилоне, а 31 января во втором сражении при Квилоне. 21 января участвовал в сражении при Киллианоре. 24 июля Сейл вернулся со своим полком в Тируччираппалли, где в том же году женился на Флорентии Винч.
Во время Первой англо-бирманской войны (1824—1826) командовал 13-м пехотным полком. Во время взятия британцами Рангуна он лично победил в схватке бирманского главнокомандующего. Участник Четвёртой англо-майсурской войны. 

### Первая англо-афганская война
С началом Первой англо-афганской войны Сейл возглавил 1-ю Бенгальскую бригаду Индской армии, которой командовал Джон Кин, 1-й барон Кин. Во время битвы при Газни Сейл сам повёл войска на штурм крепости Газни. После того, как англичане в 1839 году заняли Кабул, большая часть войск была возвращена в Британскую Индию. Сейл же остался в Афганистане и был возведён в ранг рыцаря-командора ордена Бани (KCB).
После того, как в октябре 1841 года солдаты британского туземного 35-го пехотного соединения подверглись нападению пуштунов на перевале Хурд-Кабул, бригада, руководимая Сейлом и состоявшая преимущественно из его же 13-го пехотного полка, была переведена под Джелалабад, с целью охраны пути, соединяющего Афганистан с Индией.
В январе 1842 года британская армия и гражданские лица покинули Кабул, но на пути к Джалалабаду были полностью уничтожены афганцами (та называемое Уничтожение отряда Эльфинстона). После этого Джелалабад был окружён и осаждён войсками Мухаммеда Акбара. При этом в руки афганцев попали жена Сейла, леди Флоренция Сейл, и их дочь, ушедшие вместе с гарнизоном из Кабула. Войска генерала Сейла держали оборону Джелалабада с 12 ноября 1841 до 8 апреля 1842 года, при этом 1,5 тысячи англичан противостояли 5 тысячам афганских воинов. После того, как в крепости распространился непроверенный слух, о том, что шедшая на помощь осаждённым резервная армия генерала Джоржда Поллока разгромлена, Сейл 7 апреля своими войсками предпринял смелую вылазку и разбил осаждавших. Через неделю войска Поллока подошли к Джелалабаду. В честь этого Сейл был возведён в ранг рыцаря Большого креста ордена Бани, и во всех крупных военных гарнизонах Индии салютовали в его честь. Затем британские войска под руководством Сейла и Поллока вновь вступили в Кабул. При этом Сейл лично освободил своих жену и дочь из плена.
Был также кавалером афганского ордена Дурранийской империи.

### Первая англо-сикхская война
В 1845 году Сейл командовал бригадой в составе армии под руководством генерал-лейтенанта Хью Гофа, 1-го виконта Гофа, во время Первой англо-сикхской войны. В сражении при Мудки 18 декабря 1845 года он был смертельно ранен и через несколько дней скончался.